# Metropolregion
En metropolregion är en starkt förtätad storstadsregion av internationell betydelse. 
Europeiska metropolregioner utvecklas inom ramen för det regionala utvecklingsperspektivet inom EU.
Ordet metropol kommer från det grekiska ordet metropolis (μητρόπόλις) som betyder "moderstad", en beteckning som först användes under antiken om huvudstaden för grekiska kolonier.
Handel mellan metropolregioner är vanligt förekommande och fungerar precis som till exempel internationell handel, där involverade parter identifierar komparativa fördelar och sedermera använder dessa för att utföra ömsesidigt fördelaktig handel.